# Românii verzi
Românii verzi este o operă literară scrisă de Ion Luca Caragiale în 1901. 